# Juan Stefanich
Juan Stefanich Troche (1889, Asunción, Paraguay-1979, Buenos Aires, Argentina) fueron sus padres Antonio Stefanich y Juliana Troche. Dr. en Derecho y Ciencias Sociales, ejerció el periodismo y la docencia; fue la suya una de las cátedras más ponderadas de historia nacional en el Colegio Nacional y en la Escuela Normal. Opositor intransigente de los regímenes liberales, fue fundador y militante calificado de la Liga Nacional Independiente, en la dirección de cuyo vocero, La Nación, sucedió al Dr. Adriano Irala, su cuñado. 
Canciller en el gabinete del coronel Rafael Franco, fue sin duda gravitante su influencia en la decisión de dos medidas trascendentes de dicho gobierno que complementan un mismo objetivo; 
La promulgación del decreto-ley por el que, "Quedan cancelados para siempre de los archivos nacionales, reputándoselos como no existentes, todos los decretos-libelos dictados contra el Mariscal Presidente de la República, don Francisco Solano López, por los primeros gobiernos establecidos en la República a raíz de la conclusión de la guerra de 1865"; y se declara "Héroe Nacional sin ejemplar al Mariscal Presidente... inmolado con sus últimos soldados en representación del idealismo paraguayo... 2) la terminación del inconcluso Oratorio de la Virgen de la Asunción, convertido por ese Gobierno en Panteón Nacional de los Héroes, en cuya inauguración, fue depositada en su cripta la urna con las cenizas del Mariscal, exhumadas en Cerro Corá. Dijo en la ocasión el canciller Stefanich: "...Simboliza el Mariscal Solano López en su férrea contextura, el Paraguay eterno, virtuoso y heroico, que se rompe pero no se dobla, de pie contra toda la adversidad…".
Con el Dr. J. Isidro Ramírez, mantuvieron una posición de intransigencia frente a los mediadores, empeñados en obtener para Bolivia un punto de acceso al Río Paraguay. Mas consintió a favor de Bolivia, el libre tránsito por el camino Villa Montes - Boyuibé, en un trecho de 72 km., hasta entonces bajo control del Ejército Paraguayo. Caído el régimen de febrero, el Dr. Stefanich vivió exiliado en Buenos Aires. Escribió varios libros justificativos de ese gobierno: La Restauración Histórica del Paraguay, La Diplomacia de la Revolución, El Paraguay en febrero de 1936, Renovación y Liberación; La Obra del Gobierno de Febrero; y sobre una cuestión por demás polémica, El 23 de octubre de 1931, réplica a un libro sobre el mismo tema, de Efraím Cardozo.

## Biografía
Cursó sus estudios primarios en la Escuela Normal. Luego obtuvo su diploma de bachiller en el Colegio Nacional de la Capital. Se graduó de doctor en derecho y ciencias sociales en la Universidad Nacional de Asunción, en 1920.
En 1912, representó al Paraguay en el Congreso Estudiantil Interamericano, reunido en Lima, Perú.
Fue presidente del Centro de Estudiantes de Derecho y organizó la Biblioteca Paraguaya de esa institución.

## Actividad periodística y política
El 14 de mayo de 1928, fundó junto a Adriano Irala, Manuel Bedoya, Diógenes R. Ortúzar entre otros, la Liga Nacional Independiente (LNI), movimiento político que quería alzarse como una opción alternativa a los partidos tradicionales, el Liberal y el Colorado.
En 1926, la LNI empezó a publicar su periódico, "La Nación", que fue bien recibido por el público, y se publicó durante varios años, hasta que la Guerra del Chaco interrumpió las actividades de la LNI.
Durante el Gobierno de Rafael Franco, Juan Stefanich ocupó el lugar de canciller. En ese periodo, viajó a varios países para representar al Gobierno Revolucionario.
El doctor Stefanich tuvo una breve participación en el Gobierno de Coalición durante la Primavera Democrática de 1946, cuando la Concentración Revolucionaria Febrerista (CRF) participó del gobierno junto con el Partido Colorado y las Fuerzas Armadas. Juan Stefanich fue designado embajador del Paraguay en la Argentina.    
Tras el retiro de la CRF del gobierno de coalición encabezado por el general Higinio Morínigo, en enero de 1947, Stefanich abandonó el cargo. Pasó sus días escribiendo y dedicándose a su profesión de abogado. Así mismo siguió activando en política con los miles de paraguayos que habían migrado forzosamente luego de concluida la Guerra Civil de 1947.    
El 11 de diciembre de 1951, en la ciudad de Buenos Aires, se fundó el Partido Revolucionario Febrerista, uno de los presentes en dicho acto fue el doctor Juan Stefanich.    
El autor del libro biográfico que aparecerá mañana, Herib Caballero Campos, es licenciado y doctor en Historia por la Universidad Nacional de Asunción, magíster en Historia del Mundo Hispánico por el Consejo Superior de Investigaciones Científicas de España, mediante una beca de la Fundación Carolina y la Fundación Mapfre Tavera. Experto universitario en diseño y gestión de proyectos en el ámbito de la ciencia y la cultura por la Universidad Nacional de Educación a Distancia de España.    
Cursó la maestría en Ciencias Políticas en la Escuela de Posgrado del Rectorado de la UNA.    
Ejerció la docencia en varias instituciones de enseñanza secundaria y universitaria. Es profesor asistente de la cátedra de Historia de las Ideas Políticas II de la Facultad de Derecho, UNA, y profesor visitante de la Universidad de Barcelona mediante la beca de Hispanistas de la AECID.

## Obras
Juan Stefanich publicó numerosos libros, de varios géneros:
- Hacia la Cumbre (1914)
- Rodó, Homenaje de la Juventud del Paraguay - J. Stefanich y otros (1919)
- Aurora - Novela premiada por el Gimnasio Paraguayo (1920)
- Alberdi, la Argentina y el Paraguay: al margen de una misión  (1920)
- Horas trágicas: prosas de paz y de dolor (1922)
- La Sociedad de las Naciones, su misión y sus fines (1928)
- La Sociedad de las Naciones y la Doctrina Monroe: ¿tiene competencia la Sociedad de las Naciones para intervenir en el litigio de límites Paraguayo-Boliviano? (1928)
- Nacionalismo (1929)
- La Guerra del Chaco: el fondo del drama, el destino de Bolivia, la misión de la Sociedad de las Naciones (1934)
- El Mundo Nuevo: una nueva teoría de la democracia (1941)
- El Paraguay Nuevo: por la democracia y la libertad hacia un nuevo ideario americano (1943)
- Fundamentos del mundo nuevo: hacia la libre ordenación de un mundo de naciones libres (1944)
- El Mundo Nuevo 2.ª Edición. Una nueva teoría de la democracia, ampliada con un plan para la nueva estructura constitucional de la nación paraguaya (1945)
- Capítulos de la Revolución Paraguaya:

• I La Restauración Histórica del Paraguay (1945)
• II La Diplomacia de la Revolución (1945)
• III El Paraguay en febrero de 1936 (1946)
• IV Reconstrucción y Renovación: la obra del gobierno de febrero (1946)
- El Estado Solidarista. Estructura y funciones del estado en el nuevo sistema continental americano (1955)
- El 23 de octubre de 1931: primera batalla por la defensa del Chaco y primer grito de la revolución de febrero de 1936 (1959)
- Artigas, Francia y el Paraguay: el ostracismo del prócer oriental en tierra paraguaya y orígenes del derecho de asilo en América (196?)
- La Guerra del Chaco: su significación rioplatense y americana (1973)